# Den Danske Frimurerorden
Den Danske Frimurerorden (fork.: DDFO, før 1972 benævnt VIII Frimurerprovins, også kendt som Frimurerordenen og i folkemunde Frimurerlogen) er en dansk forening og paraplyorganisation for nogle frimurerloger i Danmark. Den Danske Frimurerorden blev stiftet 16. november 1858. Frimurerlogerne under Den Danske Frimurerorden er selvstændige foreninger.
Den Danske Frimurerorden har en løs historisk tilknytning til den første frimurerloge i Danmark (St. Martin), der blev stiftet 11. november 1743 og eksisterede frem til 9. januar 1767.
Den ældste loge under Den Danske Frimurerorden (Zorobabel og Frederik til det kronede Haab) blev konstitueret 25. oktober 1745 og eksisterer stadig i dag.
Tre danske konger har været medlemmer af Den Danske Frimurerorden. Den Danske Frimurerorden mener, at flere forhold tyder på, at Frederik 5. blev optaget i en frimurerloge 3. juni 1744, men der findes ingen beviser herfor. Derimod er det dokumenteret, at f.eks. Christian 10. var medlem, idet han viste det offentligt. Danmarks seneste konger (Frederik 9. og Frederik 10.) har ikke ønsket at være medlemmer. I dag er der ingen fra kongehuset, som er medlem af Den Danske Frimurerorden.
Den Danske Frimurerorden har loger rundt om i landet i ca. 45 byer, bl.a. København, Aarhus, Odense og Aalborg. Foreningens bygning kaldes Stamhuset og ligger på Blegdamsvej i København.
Den Danske Frimurerorden havde ca. 7.000 medlemmer i 2022. Foreningerne Det Danske Frimurerlaug og Johanneslogeforbundet er tilsluttet Den Danske Frimurerorden, og de tre foreninger havde tilsammen ca. 9.300 medlemmer i 2013 og ca. 8.500 medlemmer i 2017. Tidligere har de tre foreninger haft tilsammen over 10.000 medlemmer, men antallet af medlemmer er faldende.
Den Danske Frimurerorden er ikke demokratisk organiseret, idet foreningens organisation er autokrati ("enevælde"). Den Danske Frimurerordens formand er suveræn i sin ledelse. Foreningen har ingen bestyrelse, og der afholdes ikke generalforsamlinger. Formanden vælges ikke på demokratisk vis, men af et udvalg hvor medlemmerne hovedsagelig er udpeget af foreningens tidligere formænd.
Nogle teologer har kritiseret frimureriet i Den Danske Frimurerorden og kaldt det for pseudo-religiøsitet. Det er også blevet kritiseret, at nogle præster har valgt at være medlemmer af Den Danske Frimurerorden. Der er p.t. ingen biskopper, provster eller andre højtrangerende teologer, som er medlemmer af Den Danske Frimurerorden.

## Organisation

### Formand
Ved stiftelsen af foreningen ved navn VIII Frimurerprovins 16. november 1858 antog foreningens formand (højeste styrer) titlen Viseste Salomo Vicarius (fork.: VSV) i overensstemmelse med den daværende praksis i det såkaldte svenske system. I 1972 skiftede foreningen navn fra VIII Frimurerprovins til det nuværende navn, Den Danske Frimurerorden, og i den forbindelse skiftede foreningens formand i 1975 titel fra Viseste Salomo Vicarius til Ordenens Stormester (fork.: OSM).
Den Danske Frimurerorden er ikke demokratisk organiseret, idet foreningens organisation er autokrati ("enevælde"). Den Danske Frimurerordens formand er suveræn i sin ledelse. Foreningen har ingen bestyrelse, og der afholdes ikke generalforsamlinger. Formanden vælges ikke på demokratisk vis, men af et udvalg kaldet Det Store Råd. Udvalgets medlemmer er hovedsagelig udpeget af foreningens tidligere formænd. Det er således fortrinsvis personer udpeget af de tidligere formænd, der vælger den nye formand.

### Afdelinger
Den Danske Frimurerordens administration er inddelt i afdelinger, som foreningen kalder direktorier.
- Finansdirektoriet har ansvar for forvaltningen af foreningens indtægter og formue samt tilsynet med føringer af regnskaber. Finansdirektoriet er i det hele taget ansvarlig for foreningens økonomi.
- Informationsdirektoriet har til opgave at besvare spørgsmål og øvrige henvendelser fra pressen og at formidle information om foreningen til offentligheden. Under Informationsdirektoriet findes Komiteen til Frimurerisk Oplysning, der formidler frimurerisk oplysning til såvel foreningens medlemmer som til offentligheden.
- Logedirektoriet medvirker ved oprettelse af loger og fører tilsyn med, at loger overholder foreningens regler. I tilfælde af at foreningens forskrifter anses for overtrådt, har Logedirektoriet i den forbindelse virke som retsinstans. Under Logedirektoriet findes Visitationsudvalget, der fører kontrol med logerne.
- Velfærdsdirektoriet står for foreningens velgørende ydelser. Velfærdsdirektoriet administrerer foreningens fonde, legater og øvrige humanitære midler samt fører tilsyn med foreningens stiftelser.

Derudover findes bl.a. Det Store Råd, der vælger formanden, og Det Højeste Råd, der bistår formanden. Formanden har et sekretariat til at assistere sig. Alle skriftlige henvendelser til formanden foregår gennem sekretariatet. Endvidere har sekretariatet til opgave at stå for kontakten til udenlandske loger.

### Tilknyttede paraplyorganisationer
Det Danske Frimurerlaug og Johanneslogeforbundet er begge foreninger og paraplyorganisationer ligesom Den Danske Frimurerorden. De tre paraplyorganisationer fortolker frimureriet forskelligt.
- Den Danske Frimurerorden er baseret på et kristent grundlag og arbejder efter det såkaldte svenske system med 11 grader. For at blive medlem af Den Danske Frimurerorden skal man bl.a. opfylde kravene om at være mand, være døbt i den kristne tro og have et godt omdømme.
- Det Danske Frimurerlaug arbejder efter det engelske emulationsritual med tre grader, og dets grundlag er James Andersons konstitution. Det Danske Frimurerlaug er tilsluttet Den Danske Frimurerorden.
- Johanneslogeforbundet arbejder efter det schröderske ritual med tre grader, og antager mænd af monoteistisk religion. Johanneslogeforbundet er tilsluttet Den Danske Frimurerorden.

Den Danske Frimurerorden er ikke en religion, men man kan ikke optages i foreningen uden at være døbt og kunne fremvise dåbsattest. Det Danske Frimurerlag og Johanneslogeforbundet kræver ikke kristen bekendelse, men tro på "et højeste væsen".

#### Formand dømt i byretten
I 2009 blev Den Danske Frimurerordens daværende formand (pensioneret skoleinspektør Hans Martin Jepsen) dømt i Københavns Byret for en handling, som han havde foretaget i sin egenskab af formand for foreningen. Formanden havde i 2006 blandet sig i et internt anliggende i den tilknyttede paraplyorganisation Det Danske Frimurerlaug ved at ekskludere to medlemmer fra paraplyorganisationen. Byretten fastslog i dommen, at Den Danske Frimurerordens formand ikke har ret til at ekskludere medlemmer i andre paraplyorganisationer, selvom paraplyorganisationerne er tilsluttede Den Danske Frimurerorden. Interne anliggender har den pågældende paraplyorganisation ret til selv at styre internt. Den Danske Frimurerordens formand har ikke kompetence til at bestemme over de tilsluttede paraplyorganisationers interne anliggender.

## Medlemsgrader
Frimurere har grader. I henhold til det såkaldte svenske system findes inden for Den Danske Frimurerorden 11 grader, der er inddelt i 3 skifter:
- Første skifte (Sankt Johannesloger (opkaldt efter Johannes Døberen)) omfatter graderne 1., 2. og 3.
- Andet skifte (Sankt Andreasloger (opkaldt efter apostlen Andreas)) omfatter graderne 4., 5. og 6.
- Tredje skifte (Kapitelloger) omfatter graderne 7., 8., 9., 10. og 11.

De religiøse træk i første og andet skifte er hentet fra Det Gamle Testamente, og temaet i skifterne er opførelsen af Salomos Tempel. I tredje skifte er de religiøse træk taget fra Det Nye Testamente, og temaerne i skiftet er tempelridderne og Jesus.
| Skifte og loge                   | Grad           | Omtale og tiltaleform                                                     | Ord                                | Løsen                                             |
| -------------------------------- | -------------- | ------------------------------------------------------------------------- | ---------------------------------- | ------------------------------------------------- |
| Første skifte Sankt Johannesloge | 1. grad (I)    | Flittige Sankt Johannes Lærlinge                                          | Jakin                              | Tubalkain                                         |
| Første skifte Sankt Johannesloge | 2. grad (II)   | Nidkære Sankt Johannes Medbrødre                                          | Boas                               | Gibolet/Shiboleth                                 |
| Første skifte Sankt Johannesloge | 3. grad (III)  | Værdige Sankt Johannes Mestre                                             | Mac Benac                          | Giblim                                            |
| Andet skifte Sankt Andreasloge   | 4. grad (IV)   | Højværdige Skotske Sankt Andreas Lærlingemedbrødre                        | Adonai                             | Sedekia/Zedekiah og Nehemia                       |
| Andet skifte Sankt Andreasloge   | 5. grad (V)    | Højværdige Skotske Sankt Andreas Lærlingemedbrødre                        | Adonai                             | Sedekia/Zedekiah og Nehemia                       |
| Andet skifte Sankt Andreasloge   | 6. grad (VI)   | Lysende Skotske Sankt Andreas Mestre                                      | Jehova                             | Gabaon                                            |
| Tredje skifte Kapitelloge        | 7. grad (VII)  | Højt lysende Stewardbrødre                                                | Croizat                            | Sion                                              |
| Tredje skifte Kapitelloge        | 8. grad (VIII) | Højst lysende Salomons Betroede Brødre                                    | Tace Templier croise               | Cabbalista                                        |
| Tredje skifte Kapitelloge        | 9. grad (IX)   | Oplyste Sankt Johanneslogens Betroede Brødre                              | Rabbi, ubi habitas?                | Venite visum                                      |
| Tredje skifte Kapitelloge        | 10. grad (X)   | Højt oplyste Sankt Andreaslogens Betroede Brødre, Riddere af Purpurbåndet | Beaujeu Venit vindex templi Jehova | Initiatatus/Initiatus Et (regit) regnabit in Sion |
| Tredje skifte Kapitelloge        | 11. grad (XI)  | Højst oplyste Riddere og Kommandører med det røde Kors                    |                                    |                                                   |

Frimurernes tolkninger af nogle ord og løsener i ovenstående skema:
- Jakin: "Gud har skabt mig"
- Boas: "Min styrke i Gud"
- Mac Benac: "Kroppen er allerede gået i forrådnelse" og "kødet skiller sig fra benene"
- Gabaon: "Det hellige forbund"
- Croizat: "Korset"
- Sion: "Det nye Jerusalem"
- Rabbi, ubi habitas?: "Mester, hvor har du dit herberg/bo?"
- Venite visum: "Kom og se"

## Optagelsesritualer
Bøgerne Frimureri – Mysterier, Fellesskap, Personlighetsdannelse fra 1994 af professor, dr.theol. Dag Sverre Mogstad og Frimurernes hemmeligheter – Fortalt fra innsiden fra 2009 af tidligere frimurer Roger Karsten Aase indeholder grundige beskrivelser af de forskellige graders optagelsesritualer, der anvendes inden for det såkaldte svenske system og dermed i frimurerlogerne under Den Danske Frimurerorden.

### 1. grad – Sankt Johannes Lærlinge
Optagelsesritualet i 1. grad indeholder nogle spørgsmål til den person, der søger optagelse. Spørgsmålene er en prøvelse af personen. Spørgsmålene stilles og besvares mundtligt, og personen, der søger optagelse, har bind for øjnene. Nogle af spørgsmålene har karakter af trick-spørgsmål og ledende spørgsmål. Ifølge de to ovennævnte bøger (Frimureri – Mysterier, Fellesskap, Personlighetsdannelse og Frimurernes hemmeligheter – Fortalt fra innsiden) er prøvelsens mest centrale spørgsmål og korrekte svar følgende:
- "Vil De forpligte Dem til at antage vores religion her i frimurerlogen og frafalde Deres egen?"

Det korrekte svar er "nej", idet man skal vise, at man er standhaftig og ikke er villig til at gå på kompromis med sin egen religion.
- "Vil De forpligte Dem til, i den almindelige verden, at vidne, tale og stemme i overensstemmelse med frimurerlogens bud og befalinger, selvom disse stundom ikke alene skulle stride mod Deres opfattelse, men også stride mod Deres overbevisning og samvittighed?"

Det korrekte svar er "nej", idet man skal vise, at man er samvittighedsfuld mod sine egne livsværdier og ikke villig til at "sælge" sin stemme eller afgive falsk vidneforklaring.
- "Det er netop blevet meddelt os her i frimurerlogen, at en enke her i nærheden med tre små børn på ni, syv og fem år alle lider nød og trænger til hjælp, fordi hun er alvorligt syg. Vi har her i frimurerlogen indsamlet en sum penge til støtte og trøst. Men ingen af os kan nu bringe enken denne hjælp. Vil De, min Herre, påtage Dem den ulejlighed at bringe pengesummen til enken?"

Det korrekte svar er "ja", idet man skal vise, at man er villig til at hjælpe personer, som er i nød.
- "Vi i frimurerlogen ønsker da, at de vil være så god at gøre det enten i aften eller i morgen. Hvornår vil De gøre det?"

Det korrekte svar er "i aften", fordi man skal vise, at man ikke udsætter at hjælpe nødlidende til et senere tidspunkt som f.eks. i morgen.
Derefter slutter logens såkaldte Ordførende Mester med at sige "Min Herre, alt hvad vi indtil nu har forlangt af Dem har ikke været andet end en prøvelse for at lære Deres hjerte og tænkemåde at kende", og man bliver herefter optaget til frimurer.
Man får titlen "Sankt Johannes Lærling" og tiltales "Flittig Sankt Johannes Lærling". Gradens ord er "Jakin", og gradens løsen er "Tubalkain".

### 3. grad – Sankt Johannes Mestre
Ifølge de to ovennævnte bøger (Frimureri – Mysterier, Fellesskap, Personlighetsdannelse og Frimurernes hemmeligheter – Fortalt fra innsiden) bygger optagelsesritualet i 3. grad på en fri fortolkning af Det Gamle Testamentes beretning om drabet på Salomos bygmester, Adoniram/Hiram Abiff, under opførelsen af Salomos Tempel. Personen, som skal optages i graden, gennemgår en symbolsk død og genfødsel/opstandelse.
Lokalet, hvori ritualet udspilles, er meget mørkt med sorte vægge, sort loft, sort gulv og ingen vinduer. Belysningen i lokalet er svag og kommer fra stearinlys. I lokalet er et alter, hvorpå Bibelen ligger opslået ved siden af et menneske-kranium. I lokalet er der flere menneske-kranier og en ligkiste. Alle personer i lokalet er klædt i sort og bærer sort kappe.
Under ritualet i 3. grad bliver man præsenteret for 12 obelisker med skriftsteder fra Det Gamle Testamente og de apokryfe skrifter. På obeliskerne står følgende:
- "Et menneske, født af en kvinde, lever en stakket tid og mættes af uro. Han går op som et blomster og henvisner; han flyr som en skygge og består ikke." (fra Jobs Bog 14, v. 1-2).
- "Støv er du, og til støv skal du vende tilbage." (fra Første Mosebog 3, v. 19).
- "Alle går til ét sted, og alle kommer af støvet, og alle går til støvet." (fra Prædikerens Bog 3, v. 20).
- "At tælle vore dage, lær du os det, at vi bekommer visdom i hjertet." (fra Salmernes Bog 90, v. 12).
- "Hvo, som frygter Herren, går Hans rette vej; hvo Ham foragter, viger fra Hans veje." (fra Ordsprogenes Bog 14, v. 2).
- "At frygte Jehova er visdoms begyndelse, og kundskab om den Hellige er forstand." (fra Ordsprogenes Bog 9, v. 10).
- "Herrens omgang er med dem, som frygter Ham, og Hans pagt er med dem, for at Han kan lære dem at kende den." (fra Salmernes Bog 25, v. 14).
- "Herrens frygt er visdoms lære, og ydmyghed får foran æren." (fra Ordsprogenes Bog 15, v. 33).
- "Jeg ved, at min Frelse lever, og Han skal herefter opvække mig af jorden." (fra Jobs Bog 19, v. 25).
- "Gud er os en Gud til frelse, og hos Gud Herren er der udgang fra døden." (fra Salmernes Bog 68, v. 21).
- "Og på deres besøgelsestid skulle de lyse og fare frem som gnister i strå." (fra Visdommens Bog 3, v. 7).
- "Men de retfærdige skulle leve evindelig, og Herren er deres løn." (fra Visdommens Bog 5, v. 15).

I midten af lokalet står en ligkiste. Personen, som skal optages i graden, bliver lagt i ligkisten, og mens der spilles noget begravelsesmusik på et orgel, bæres personen i ligkisten ind i et tilstødende lokale, der kaldes et gravkammer. Her hives personen op af ligkisten, og frimurerne betegner dette som en genfødsel og opstandelse.
Personen får titlen "Sankt Johannes Mester" og tiltales "Værdig Sankt Johannes Mester". Gradens ord er "Mac Benac", og gradens løsen er "Giblim". Derudover får man i graden kendskab til et nødråb, der lyder "Mig til hjælp, enkens søn af Naftali".

### Retssag i 1982
Dokumentarist Poul Martinsen arbejdede i 1975 på en dokumentarfilm ved navn Det hemmelige Danmark, der skulle vises på DR, hvor nogle af Den Danske Frimurerordens optagelsesritualer blev beskrevet gennem rekonstruktioner ud fra en række artikler i avisen Politiken. Den Danske Frimurerorden protesterede imidlertid imod offentliggørelsen og fik nedlagt et fogedforbud 24. juli 1975, da man mente, at ritualerne hørte under private forhold og derfor var beskyttede mod offentliggørelse. Den Danske Frimurerorden var bl.a. utilfreds med, at rekonstruktionen af ritualerne blev vist i sammenhæng med en drengeklub og en primitiv høvdingeklan. Den 3. juni 1982 stadfæstede Højesteret med stemmerne 7-2 fogedforbuddet og dømte endvidere, at optagelserne og samtlige kopier heraf skulle destrueres.
Jurist Oluf Jørgensen skrev i bogen Det handler om ytringsfrihed – Mediejura fra 2004 og 2007, at dommen "... har kun historisk interesse. Kriterier og ritualer, der skal opfyldes for at blive medlem af en organisation, har samfundsmæssig interesse. Derfor er et forbud mod offentliggørelse i strid med de grundlæggende principper om ytringsfrihed (emk art. 10)." Det forklares i bogen, at samfundets udvikling "... har betydet, at grænsen mellem samfundslivet og privatlivet er rykket. Samfundslivet og dermed ytringsfriheden har fået mere plads. Menneskeretskonventionens artikel 10 betyder, at beskyttelsen af privatlivet i dag ikke omfatter forhold, der har samfundsmæssig betydning..."
Danmarks Medie- og Journalisthøjskole har skrevet på sin hjemmeside, at "Denne dom har kun historisk interesse. Et forbud mod at offentliggøre optagelsesceremonier er utænkeligt idag."
Efter dommen blev afsagt i 1982, er der sidenhen udgivet litteratur med grundige beskrivelser af Den Danske Frimurerordens optagelsesritualer i de forskellige grader, bl.a. bøgerne Frimureri – Mysterier, Fellesskap, Personlighetsdannelse af professor, dr.theol. Dag Sverre Mogstad i 1994 og Frimurernes hemmeligheter – Fortalt fra innsiden af tidligere frimurer Roger Karsten Aase i 2009.
I forbindelse med udgivelsen af Dag Sverre Mogstads bog i 1994 gik Den Danske Frimurerorden til Danmarks domstole og krævede, at bogen blev forbudt i Danmark. Domstolene gav ikke frimurerne medhold i kravet, og bogen blev udgivet i Danmark.

## Medlemmer
Den Danske Frimurerorden havde ca. 7.000 medlemmer i 2022. Foreningerne Det Danske Frimurerlaug og Johanneslogeforbundet er tilsluttet Den Danske Frimurerorden, og de tre foreninger havde tilsammen ca. 9.300 medlemmer i 2013 og ca. 8.500 medlemmer i 2017. Tidligere har de tre foreninger haft tilsammen over 10.000 medlemmer, men antallet af medlemmer er faldende.
Medlemskab af Den Danske Frimurerorden er ikke længere forbeholdt en bestemt samfundsklasse eller elite, til gengæld er det kun mænd, der kan optages. Tidligere tiltrak Den Danske Frimurerorden en række betydningsfulde og kendte mænd. I dag kan mænd fra alle samfundsklasser blive medlem.
Tre danske konger og en dansk prins har været formænd (højeste styrere) for Den Danske Frimurerorden:
- Frederik 7. (formand for Den Danske Frimurerorden 1858-1863)
- Frederik 8. (formand for Den Danske Frimurerorden 1871-1912)
- Christian 10. (formand for Den Danske Frimurerorden 1912-1947)
- Prins Harald (formand for Den Danske Frimurerorden 1947-1949)

Den Danske Frimurerorden medregner Christian 8. som formand for Den Danske Frimurerorden 1836-1848. Idet Den Danske Frimurerorden først blev stiftet 16. november 1858, kan Christian 8. (som døde før Den Danske Frimurerordens stiftelse) ikke have været formand for Den Danske Frimurerorden.
Danmarks seneste konger (Frederik 9. og Frederik 10.) har ikke ønsket at være medlemmer af Den Danske Frimurerorden. I dag er der ingen fra kongehuset, som er medlem af Den Danske Frimurerorden.
Selvom det er over 70 år siden, at en dansk konge var medlem af Den Danske Frimurerorden, gør foreningen hyppigt offentligheden opmærksom på, at nogle konger var medlemmer, bl.a. på foreningens hjemmeside, i opslag på Facebook og i forbindelse med kontakt til pressen.
Den Danske Frimurerorden udgav i 1992 bogen I Guld og Himmelblåt – Frimureriet i Danmark gennem 250 år, 1743-1993, der indeholder en liste på 14 sider med over 150 navne på kendte frimurere. Derudover udgiver Den Danske Frimurerorden løbende en matrikel, der rummer en oversigt over samtlige medlemmer. Matriklen sælges af Den Danske Frimurerorden og er endvidere tilgængelig på nogle af landets biblioteker.
Blandt nuværende og tidligere medlemmer kan nævnes følgende mænd:
- Trompetist Ole Andersen[42]
- Godsejer Carl Frederik Blixen Finecke
- Arkitekt Vilhelm Dahlerup
- Godsejer Christian Conrad Sophus Danneskiold-Samsøe
- Tidligere lokalpolitiker Peter Duetoft[36]
- Suppe-steg-og-is-musiker Ole Erling
- Borgmester Jørgen Glenthøj
- Komiker Amin Jensen[43]
- Revyskuespiller Flemming Krøll (har meldt sig ud af Den Danske Frimurerorden)
- Komiker Kasper Le Fevre
- Musiker Bjarne Lisby (meldte sig ud af Den Danske Frimurerorden i 2010'erne)
- Officer Carl Løvenskiold
- Socialdemokratisk landspolitiker Orla Møller
- Musiker Lille Palle (meldte sig ud af Den Danske Frimurerorden i 2010'erne)
- Ingeniør og entreprenør Erik F. Qvist
- Arkitekt Holger Rasmussen
- Overkirurg Frode Rydgaard
- Sanger Bjørn Tidmand (meldte sig ud af Den Danske Frimurerorden i 2010'erne)
- Topografisk forfatter J.P. Trap
- Forfatter Troels Troels-Lund

## Våben og valgsprog
I 1975 skrev frimurer Ejnar Hess Thaysen, at Den Danske Frimurerordens "... våben har aldrig været udført heraldisk korrekt. Efter min tiltrædelse som Heraldicus Magnus har jeg haft lejlighed til at studere de forskellige udførelser, der alle var mere eller mindre forkerte." Endvidere skrev han, at Den Danske Frimurerordens brug af en kongekrone på våbenet var forkert, og at det skulle være en hertugkrone, fordi der i sin tid var givet tilladelse til brug af en hertugkrone og ikke en kongekrone. Den Danske Frimurerordens mangeårige brug af en kongekrone var således ulovlig. Af et responsum af jurist Paul Warming fremgår det, at der også er fejl i den blasonering, hvori våbenet blev fastslået i 1858. På baggrund af Ejnar Hess Thaysens arbejde havde Den Danske Frimurerorden fået tegnet et nyt våben i 1974.
I 2010'erne ændrede Den Danske Frimurerorden igen i gengivelsen af sit våben, fordi der var fundet en fejl. Våbentegningen fra 1974 indeholdt fejlagtigt et mantovakors, hvilket rettelig skulle være et georgskors (også kaldet Sankt Georgs-kors). Georgskorset er et velkendt symbol inden for det såkaldte svenske system.
Foreningens nuværende våbentegning fra 2010'erne, der er baseret på våbentegningen fra 1974, kan ses på den engelsksprogede Wikipedia.
Våbenet og valgsproget (devisen) blev fastslået i en erklæring af 16. november 1858 i forbindelse med foreningens stiftelse:
| Citat                                                                    | Skjoldet er tværdelt, det øverste felt er sølv med et rødt tempelkors, det nederste felt er blåt med en åben, gylden hjelm lagt på en ligeledes gylden skråtstillet lanse, og derunder er der et sølv bånd med seks karakterer. Selve skjoldet og dets felter er omgivet af en guld kant, og endelig omgives det af en blå baggrund og er omkranset af gyldent løvværk og kviste fra den øverste del og på hver side. Over skjoldet er der en åben, guldkantet sølv hjelm med en sølv kæde om halsen, og oven på hjelmen rager en gylden hertugkrone op. Nedenunder står der på et sølv bånd med guld bogstaver: "ULTOREM ULCISCITUR ULTOR" | Citat |
| Erklæring hvorved Tempelordenens VIII Provins oprettes på ny, artikel VI | |       |

"ULTOREM ULCISCITUR ULTOR" er et valgsprog (devise), som Den Danske Frimurerorden har kopieret fra andre. Valgsproget er latin, og Den Danske Frimurerorden oversætter og tolker det som "Hævneren hævner hævneren" (med henvisning til en formulering i Det Nye Testamente: "'Hævnen tilhører mig, jeg vil gengælde,' siger Herren." i Romerbrevet 12, v. 19).

### Overtrædelse af straffeloven
I 2008 sendte Rigsarkivet et brev til Den Danske Frimurerorden, fordi Rigsarkivet i 2007 var blevet gjort opmærksom op, at logerne, der hørte under Den Danske Frimurerorden, benyttede afbildninger af den danske stats kongekrone, der er et beskyttet statsligt kendetegn. Afbildningerne blev bl.a. brugt på logernes våbenskjolde. Rigsarkivet, der i henhold til arkivlovens § 5 behandler forhold om misbrug af statslige kendetegn, forklarede Den Danske Frimurerorden, at foreninger (som f.eks. loger) i sine logoer og våbenskjolde ikke må bruge afbildninger af statslige kendetegn uden at have en retsgyldig grund hertil. Den Danske Frimurerordens og logernes brug af afbildninger af Danmarks kongekrone var ulovlig, da det var i strid med straffelovens § 132.
Rigsarkivet vejledte Den Danske Frimurerorden om, at Den Danske Frimurerorden og de tilknyttede loger lovligt kunne bruge en afbildning af en hertugkrone, men ikke en kongekrone i samme stil som den de statslige myndigheder i Danmark bruger. Afbildningen af en hertugkrone har tre synlige bøjler, hvorimod afbildningen af en kongekrone har fem synlige bøjler. En hertugkrone rangerer lavere end en kongekrone.
Den Danske Frimurerorden besvarede Rigsarkivets henvendelse ved at invitere rigsarkivaren til en rundvisning i foreningens bygning (kaldet Stamhuset). Den danske stats heraldiske konsulent, der på vegne af staten varetager sager om misbrug af statslige kendetegn såsom den danske stats kongekrone, anbefalede rigsarkivaren ikke at tage imod frimurernes invitation. Statens heraldiske konsulent skrev til rigsarkivaren og gav følgende beskrivelse af invitationen: "Det er et temmelig naivt forsøg på at overtale Dig til at acceptere fortsat misbrug af kongekronen." Rigsarkivaren svarede Den Danske Frimurerorden, at Rigsarkivet anbefaler, at Den Danske Frimurerorden meget snart stopper sin ulovlige brug af afbildninger af statens kongekrone, og at han gerne ville aflægge et besøg i frimurernes bygning, men først når frimurernes overtrædelse af straffeloven ville være stoppet.
Efter Rigsarkivet og Den Danske Frimurerorden havde sendt breve til hinanden gennem ca. to år, og efter Den Danske Frimurerordens formand havde været til møde i Rigsarkivet, skrev statens heraldiske konsulent i et notat i 2011, at Den Danske Frimurerorden nu har tilkendegivet at ville efterkomme Rigsarkivets påbud om ikke at bruge afbildninger af statens kongekrone.

## Logebygninger
Logerne under Den Danske Frimurerorden har logebygninger rundt om i landet i ca. 45 byer, bl.a. København, Aarhus, Odense og Aalborg.

### København
Den Danske Frimurerordens bygning kaldes Stamhuset og ligger på Blegdamsvej i København. Bygningen er tegnet af en frimurer, arkitekt Holger Rasmussen, idet frimurerne ikke ønskede at oplyse vilkår og krav til bygningens indhold til udenforstående. Byggeriet blev påbegyndt i 1923 og stod færdigt i 1927 og er opført på en 5.262 kvadratmeter stor grund, der er udstykket fra Fælledparken. Grundstenen er nedlagt af Christian 10., der var frimurer. Bygningen er på 13.515 kvadratmeter, indeholder ca. 335 rum, hæver sig 20 meter over gadeniveau i 3 etager og har derudover en kælder i to etager, der går 7 meter i jorden. De to søjler på facaden er 16 meter høje og vejer hver 72 tons. Ydermurene er dobbelte hule mure, og brudstyrken på murene er over 250 kg pr. kvadratcentimeter styrke. Udvendigt er bygningen pudset med bornholmsk grus i hydraulisk kalk, der giver en varm rødlig farve. Facaden har granitsokkel og er symmetrisk med markeret midterparti i form af bl.a. de to store dekorative søjler. Hoveddøren er beklædt med bronze. Under den sidste del af besættelsen blev bygningen besat og anvendt som hovedkvarter af Schalburgkorpset. Efter 2. verdenskrig blev til venstre for hovedindgangen opsat en mindeplade over en gruppe modstandsfolk fra den danske modstandsbevægelse. Den side af bygningen, der vender mod Fælledparken, har terrasse med barokbalustrade. Vinduerne mod Blegdamsvej og mod Fælledparken er i stort format, hvorimod vinduerne i sidefløjene er små.
Omkring 2008 besluttede Den Danske Frimurerorden at foretage en renovering af bygningen. Projekteringsarbejdet begyndte i november 2011, og arbejdet stod færdigt i november 2012. Renoveringen kostede ca. 28,6 millioner kroner. Renoveringen blev finansieret ved, at Den Danske Frimurerorden optog et lån på 29 millioner kroner.
Den Danske Frimurerorden har tidligere haft til huse i Klerkegade (1868-1927) og tidligere i Kronprinsensgade (1805-1868). Bygningen i Klerkegade blev rejst 1867-1868 i en klassicistisk stil efter tegninger af Vilhelm Tvede; dog blev interiøret færdiggjort af J.H. Nebelong. Bygningen i Klerkegade blev opført i røde mursten i tre etager med midtrisalit.

### Aarhus
Logebygningen i Christiansgade i Aarhus er tegnet af arkitekt og frimurer Eggert Achen og opført 1907-1908. Den blev indviet 21. oktober 1908 af Frederik 8., som var frimurer. Bygningen er i nyklassicistisk stil med sortglaseret tegltag og hvidpudsede mure, der er udsmykket med forgyldte symboler. Den er på ca. 2.000 kvadratmeter.
1994-1995 blev bygningen renoveret både udvendigt og indvendigt og modtog i den forbindelse et diplom fra Aarhus Kommune for at "... bidrage til højnelsen af byens bygningsmæssige værdier gennem en særlig indsats."

### Odense
Logebygningen i Albanigade i Odense er tegnet af arkitekt og frimurer Carl Lendorf og indviet 5. april 1870 på en grund på 11.000 kvadratmeter. Frimurerne har ændret bygningen flere gange i form af tilbygninger, ombygninger og renoveringer. Den første tilbygning blev foretaget i 1874, i 1881 opførtes yderligere en tilbygning, i 1931 blev foretaget en ombygning, i 1965 opførtes en tilbygning med bl.a. kontorer samt et bibliotek, og i 2003 blev der foretaget en gennemgribende ombygning og endnu en tilbygning. Bygningens etageareal er i dag på 3.615 kvadratmeter.

### Aalborg
Logebygningen i Saxogade i Aalborg blev indviet i 1931 og har et etageareal på over 2.600 kvadratmeter. Den har gennem årene været ombygget flere gange. Under besættelsen af Danmark under 2. verdenskrig led bygningen stor skade. Besættelsesmagten beslaglagde ejendommen, men stort set alt inventar var forinden sikret. I logebygningen findes et museum med en betydelig samling frimureriske genstande. I bygningens hall er et maleri med Kain og Abel fra 1896 af kunstner og frimurer H.A. Brendekilde, der har været udlånt til kunstmuseer i København, Odense, Aalborg og Hamburg.

## Arkivalier
Den Danske Frimurerorden råder over store mængder arkivalier. Disse er systematiseret i et arkiv, biblioteker og museer.

### Arkiv
Den Danske Frimurerordens arkiv findes i foreningens bygning (kaldet Stamhuset), der ligger i København. Arkivet udspringer af Carl af Hessens samling af frimurerisk litteratur. Arkivet blev grundlagt i 1853 med ca. 150.000 dokumenter og indeholder i dag over 170.000 dokumenter. Arkivet indeholder også Carl af Hessens personlige papirer, der er skrevet på gotisk tysk. Endvidere findes bl.a. musikarkivalier med sangtekster og noder, protokoller, våbenbreve samt skjoldforslag dateret tilbage til 1852.
Som et konkret eksempel på, hvad arkivet indeholder, kan nævnes et velbevaret eksemplar af en håndskrevet helgenkalender fra 1300-tallet.
Arkivet er i sagens natur ikke tilgængeligt for offentligheden, men Den Danske Frimurerorden er villig til at afgive oplysninger, når diskretionshensyn ikke forbyder det.

### Biblioteker
De fleste af logebygningerne under Den Danske Frimurerorden indeholder et bibliotek med frimurerisk litteratur. Det største af foreningens biblioteker er i foreningens bygning i København. Biblioteket har en bogsamling på over 20.000 bøger og derudover 10.000 artikler samt andet materiale. I logernes biblioteker findes også litteratur om de personer, der gennem tiden har forsøgt at svindle sig ind i frimureriske kredse, f.eks. italieneren Giuseppe Balsamo (optrådte også under navnet "Alessandro Cagliostro").
I biblioteket i foreningens bygning findes bl.a. Johann Reuchlins De Arte Cabalistica fra 1506, et velbevaret eksemplar i pergament af Apocalypsis Spiritus Secreti fra 1574 fra Prag og Hermes' Smaragdtavle i Geheime Figuren Der Rosenkreuzer fra 1785-1788 fra Altona.
Bibliotekerne er i sagens natur ikke tilgængelige for offentligheden, men Den Danske Frimurerorden og logerne er villige til at afgive oplysninger, når diskretionshensyn ikke forbyder det.

### Museer
I de større logebygninger under Den Danske Frimurerorden er museer med frimureriske genstande, bl.a. i logebygningerne i København, Aarhus, Odense og Aalborg. Ved kongelig resolution af 10. november 1905 oprettede man på foranledning af foreningens daværende formand, Frederik 8., det første museum.
Det største af foreningens museer er i foreningens bygning i København. Dette museum har i dag ca. 12.000 registrerede genstande, bl.a. fra afdøde frimurere: Frederik 7.s frimurerring, Christian 10.s frimurersværd, indsamlingsbøsse dekoreret af C.W. Eckersberg og et patent i cifferskrift for Karl Gotthelf von Hund. Derudover findes glas, sølvtøj, frimureriske beklædningsgenstande, porcelæn og fajance, møbler, certifikater og diplomer, malerier samt kuriosa. Endvidere har museet ca. 5.000 logemærker og frimureriske mønter samt medaljer.
Den Danske Frimurerordens museer er i sagens natur ikke tilgængelige for offentligheden, men foreningen er villig til at udlåne effekter, såfremt låntagers sikkerhedsmæssige foranstaltninger vurderes tilstrækkelige, og diskretionshensyn ikke forbyder det. Nogle danske og udenlandske offentligt tilgængelige museer har haft lånt effekter til særudstillinger, bl.a. Det Nationalhistoriske Museum på Frederiksborg Slot og Koldinghus (i forbindelse med Danmarks største Meissenporcelæns-udstilling) samt Nivaagaards Malerisamling (ved særudstillingen af malerier af J.V. Gertner, som var frimurer).

## Formænd
| Periode   | Person                                                                                      |
| --------- | ------------------------------------------------------------------------------------------- |
| 1858-1863 | Frederik 7. (Viseste Salomo Vicarius)                                                       |
| 1864-1870 | Overpræsident og minister Cosmus Bræstrup (Viseste Salomo Vicarius)                         |
| 1870-1871 | Kabinetssekretær J.P. Trap (Fungerende Viseste Salomo Vicarius)                             |
| 1871-1912 | Frederik 8. (Viseste Salomo Vicarius)                                                       |
| 1912-1947 | Christian 10. (Viseste Salomo Vicarius)                                                     |
| 1947-1949 | Prins Harald (Viseste Salomo Vicarius)                                                      |
| 1949-1973 | Overkirurg Frode Rydgaard (Viseste Salomo Vicarius)                                         |
| 1973-1988 | Direktør og advokat Erik Kay-Hansen (Viseste Salomo Vicarius, fra 1975 Ordenens Stormester) |
| 1988-1997 | Ingeniør og entreprenør Erik F. Qvist (Ordenens Stormester)                                 |
| 1997-2005 | Læge Børge Clausen (Ordenens Stormester)                                                    |
| 2005-2013 | Skoleinspektør Hans Martin Jepsen (Ordenens Stormester)                                     |
| 2013-2024 | Overlæge Walter Schwartz (Ordenens Stormester)                                              |
| 2024-     | Politiinspektør Peter Olesen Dahl (Ordenens Stormester)                                     |

Den Danske Frimurerorden medregner Christian Conrad Danneskiold-Laurvig, Karl Gotthelf von Hund, Ferdinand af Braunschweig-Wolfenbüttel, Carl af Hessen og Christian 8. som formænd (højeste styrere) for Den Danske Frimurerorden 1749-1848. Idet Den Danske Frimurerorden først blev stiftet 16. november 1858, kan disse fem personer (som alle døde før Den Danske Frimurerordens stiftelse) ikke have været formænd for Den Danske Frimurerorden.

## Loger
Nedenfor findes en fortegnelse over nuværende loger under Den Danske Frimurerorden. Logerne er selvstændige foreninger.
| Navn | Stiftet   | Sted             |
| --- | --------- | ---------------- |
| Sankt Johanneslogen Zorobabel og Frederik til det kronede Haab | 1744/1745 | København        |
| Sankt Johanneslogen Maria til de tre Hjerter | 1791      | Odense           |
| Sankt Johanneslogen Kosmos | 1858      | Helsingør        |
| Sankt Johanneslogen Cimbria | 1856      | Aalborg          |
| Sankt Johanneslogen St. Clemens | 1871      | Aarhus           |
| Sankt Johanneslogen Christian | 1874      | København        |
| Sankt Johanneslogen Nordstjernen | 1874      | København        |
| Sankt Johanneslogen Dagmar | 1877      | Nykøbing Falster |
| Sankt Johanneslogen Jutlandia | 1880      | Viborg           |
| Sankt Johanneslogen St. Martin | 1882      | Randers          |
| Sankt Johanneslogen Josva til de tre Broer | 1882      | Haderslev        |
| Sankt Johanneslogen Den faste Borg ved Alssund | 1889      | Sønderborg       |
| Sankt Johanneslogen St. Nicolaus | 1899      | Aabenraa         |
| Sankt Johanneslogen Absalon | 1918      | København        |
| Sankt Johanneslogen Egin | 1922      | Rønne            |
| Sankt Johanneslogen St. Michael | 1923      | Slagelse         |
| Sankt Johanneslogen De ni forenede Hjerter | 1949      | Horsens          |
| Sankt Johanneslogen Excelsior | 1949      | Esbjerg          |
| Sankt Johanneslogen Hafnia | 1949      | København        |
| Sankt Johanneslogen Tuta Vallis | 1949      | Holstebro        |
| Sankt Johanneslogen St. Jørgen | 1872      | Kolding          |
| Sankt Johanneslogen Hardia | 1934      | Herning          |
| Sankt Johanneslogen Esbern Snare | 1933      | Kalundborg       |
| Sankt Johanneslogen Den gyldne Krone til Ankeret | 1882      | Frederikshavn    |
| Sankt Johanneslogen Harald til Runestenen | 1878      | Vejle            |
| Sankt Johanneslogen De to Nøgler | 1890      | Næstved          |
| Sankt Johanneslogen Latomia | 1878      | Svendborg        |
| Sankt Johanneslogen St. Laurentius | 1878      | Roskilde         |
| Sankt Johanneslogen Concordia | 1987      | Skjern           |
| Sankt Johanneslogen Rosenborg | 1988      | København        |
| Sankt Johanneslogen Dannebrog | 1988      | København        |
| Sankt Johanneslogen Genesis | 1988      | København        |
| Sankt Johanneslogen St. Lucius | 1932      | Holbæk           |
| Sankt Johanneslogen Veritas | 1990      | København        |
| Sankt Johanneslogen St. Gertrud | 1926      | Køge             |
| Sankt Johanneslogen Frederik VII | 1954      | Hillerød         |
| Sankt Johanneslogen Fraternitas | 1898      | Fredericia       |
| Sankt Johanneslogen De to Guldhorn | 2009      | Tønder           |
| Sankt Johanneslogen Mitra | 1927      | Silkeborg        |
| Sankt Johanneslogen St. Thøger | 1914      | Thisted          |
| Sankt Johanneslogen Castrum Fratrum | 1960      | Middelfart       |
| Sankt Johanneslogen Fiat Lux | 1924      | Nykøbing Mors    |
| Sankt Johanneslogen St. Knud | 1924      | Hjørring         |
| Sankt Johanneslogen Lux Vera | 2013      | Brønderslev      |
| Sankt Johanneslogen Cirklen | 2014      | Skive            |
| Sankt Johannes-instruktionslogen Under Klokketaarnet | 1863      | Faaborg          |
| Sankt Johannes-instruktionslogen Det faste Anker | 1951      | Grenaa           |
| Sankt Johannes-instruktionslogen Castellum Novum | 1951      | Nyborg           |
| Sankt Johannes-instruktionslogen Mithra Fortuna | 1954      | Mariager         |
| Sankt Johannes-instruktionslogen Den gyldne Kæde | 1973      | Vordingborg      |
| Sankt Johannes-instruktionslogen Asnesia | 1988      | Assens           |
| Sankt Johannes-instruktionslogen Hans Schack | 1992      | Kerteminde       |
| Sankt Johannes-instruktionslogen Vitae Schola | 1993      | Løgstør          |
| Sankt Johannes-forskningslogen Friederich Münter | 1997      | København        |
| Sankt Andreaslogen Cubus Frederici Septimi | 1855      | København        |
| Sankt Andreaslogen Louise | 1876      | Odense           |
| Sankt Andreaslogen De fire Roser | 1908      | Aarhus           |
| Sankt Andreaslogen Cubus Christiani Decimi | 1920      | København        |
| Sankt Andreaslogen Cubus Frederici Octavi | 1949      | København        |
| Sankt Andreaslogen De fire Søjler | 1949      | Aalborg          |
| Sankt Andreaslogen Dorothea ad Coronam | 1958      | Kolding          |
| Sankt Andreaslogen Cubus Christiani Octavi | 1988      | København        |
| Sankt Andreaslogen Cubus Causa Vera | 1988      | København        |
| Sankt Andreaslogen Kronen til Lyset | 2011      | Herning          |
| Sankt Andreas-instruktionslogen Den gyldne Cirkel | 1882      | Nykøbing Falster |
| Sankt Andreas-instruktionslogen De syv Flammer | 1909      | Randers          |
| Sankt Andreas-instruktionslogen Ansgar | 1928      | Esbjerg          |
| Sankt Andreas-instruktionslogen Akacien | 1929      | Slagelse         |
| Sankt Andreas-instruktionslogen Caritas | 1929      | Næstved          |
| Sankt Andreas-instruktionslogen De to Glober | 1930      | Frederikshavn    |
| Sankt Andreas-instruktionslogen Philadelphia | 1948      | Vejle            |
| Sankt Andreas-instruktionslogen Margrethe til de tre Kroner | 1953      | Sønderborg       |
| Sankt Andreas-instruktionslogen Saxum Lucis | 1962      | Rønne            |
| Sankt Andreas-instruktionslogen Buris | 1964      | Holstebro        |
| Sankt Andreas-instruktionslogen Under Tvejen | 1975      | Holbæk           |
| Sankt Andreas-instruktionslogen Semper Ardens | 1977      | Thisted          |
| Sankt Andreas-instruktionslogen Sub Rosa | 1984      | Silkeborg        |
| Sankt Andreas-instruktionslogen Sophia Friderica | 1993      | Horsens          |
| Sankt Andreas-instruktionslogen Vendia | 2013      | Hjørring         |
| Stewardlogen Korset og Løverne | 1957      | Haderslev        |
| Stewardlogen Syvstjernen Stewardloge nr. 3 af 1. orden Kapitel-instruktionsloge 1887-1990                                                                                            | 1990      | Aalborg          |
| Stewardlogen Salomos Kapel Stewardloge nr. 4 af 1. orden Kapitel-instruktionsloge 1979-1999                                                                                          | 1999      | Rønne            |
| Kapitel-instruktionslogen Den gyldne Nøgle | 1887      | Nykøbing Falster |
| Kapitel-instruktionslogen Det gyldne Sværd | 1964      | Slagelse         |
| Kapitel-instruktionslogen Hans Tausen | 1969      | Viborg           |
| Kapitel-instruktionslogen Under Korset | 1971      | Faaborg          |
| Kapitellogen Provinsiallogen i Odense | 1881      | Odense           |
| Kapitellogen Provinsiallogen i Aarhus Kapitel-instruktionslogen Aros 1887-1949 Stewardlogen Concordia nr. 1 af 2. orden 1949-1952 Stewardlogen Concordia nr. 2 af 1. orden 1952-1958 | 1958      | Aarhus           |
| Kapitellogen Den Danske Store Landsloge Stewardloge nr. 1 af 1. orden | 1858      | København        |